# Rafael González Moralejo
Rafael González Moralejo (Valencia, 19 maggio 1918 – Huelva, 29 maggio 2004) è stato un vescovo cattolico spagnolo.

## Biografia
Rafael González Moralejo nacque a Valencia il 19 maggio 1918.

### Formazione e ministero sacerdotale
Compì gli studi ecclesiastici nel seminario conciliare di Valencia. Successivamente proseguì gli studi all'Università di Madrid ottenendo la laurea in chimica e il dottorato di ricerca in economia.
Il 29 giugno 1945 fu ordinato presbitero. In seguito fu professore al seminario e vice-rettore della Scuola sacerdotale di Malaga. Nel 1950 si trasferì a Madrid dove fu professore di dottrina sociale della Chiesa presso l'Istituto sociale Leone XIII e di teologia morale presso il seminario ispano-americano e il Collegio basco di Quiroga. Nel 1948 venne nominato direttore spirituale del convitto sacerdotale di Valencia.

### Ministero episcopale
Il 25 febbraio 1958 papa Pio XII lo nominò vescovo ausiliare di Valencia e titolare di Dardano. Ricevette l'ordinazione episcopale il 4 maggio successivo dall'arcivescovo Ildebrando Antoniutti, nunzio apostolico in Spagna, co-consacranti l'arcivescovo metropolita di Valencia Marcelino Olaechea Loizaga e quello di Saragozza Casimiro Morcillo González.
Partecipò al Concilio Vaticano II.
Il 22 novembre 1966 il capitolo dei canonici lo elesse vicario capitolare. La Santa Sede gli concesse l'autorità di vescovo residenziale. Per tre anni guidò l'arcidiocesi applicando i principi conciliari.
Il 28 novembre 1969 papa Paolo VI lo nominò vescovo di Huelva.
Il 27 ottobre 1993 papa Giovanni Paolo II accettò la sua rinuncia al governo pastorale della diocesi per raggiunti limiti di età.
Da tempo malato, morì a Huelva la sera del 29 maggio 2004 all'età di 86 anni. Fu colpito da un'improvvisa insufficienza renale che provocò un'infezione nel sangue. Le esequie si tennero il 31 maggio nella cattedrale di Huelva. Al termine del rito fu sepolto nel mausoleo del seminario di Huelva.

## Genealogia episcopale
La genealogia episcopale è:
- Cardinale Scipione Rebiba
- Cardinale Giulio Antonio Santori
- Cardinale Girolamo Bernerio, O.P.
- Arcivescovo Galeazzo Sanvitale
- Cardinale Ludovico Ludovisi
- Cardinale Luigi Caetani
- Cardinale Ulderico Carpegna
- Cardinale Paluzzo Paluzzi Altieri degli Albertoni
- Papa Benedetto XIII
- Papa Benedetto XIV
- Papa Clemente XIII
- Cardinale Marcantonio Colonna
- Cardinale Giacinto Sigismondo Gerdil, B.
- Cardinale Giulio Maria della Somaglia
- Cardinale Carlo Odescalchi, S.I.
- Cardinale Costantino Patrizi Naro
- Cardinale Serafino Vannutelli
- Cardinale Domenico Serafini, Cong. Subl. O.S.B.
- Cardinale Pietro Fumasoni Biondi
- Cardinale Ildebrando Antoniutti
- Vescovo Rafael González Moralejo